# Brides Veil Waterfall
Der Brides Veil Waterfall ist ein Wasserfall im Mount-Aspiring-Nationalpark in der Region Otago auf der Südinsel Neuseelands. Er liegt im Lauf des Brides Veil Stream, der in nördlicher Fließrichtung eine kurze Strecke hinter dem Wasserfall in den Matukituki River mündet. Seine Fallhöhe beträgt rund 80 Meter.
Vom Parkplatz am Ende der teils unbefestigten Wanaka-Mount Aspiring Road 51,5 km hinter Wanaka führt der West Matukituki Track in westlicher Richtung in einer Gehzeit von rund 45 Minuten zum Wasserfall.